# Grotte des Sirènes
La grotte des Sirènes est une grotte marine de la pointe du Décollé située dans la commune de Saint-Lunaire, département d'Ille-et-Vilaine.

## Spéléométrie
Le développement de cette grotte est de 21 m.

## Géologie

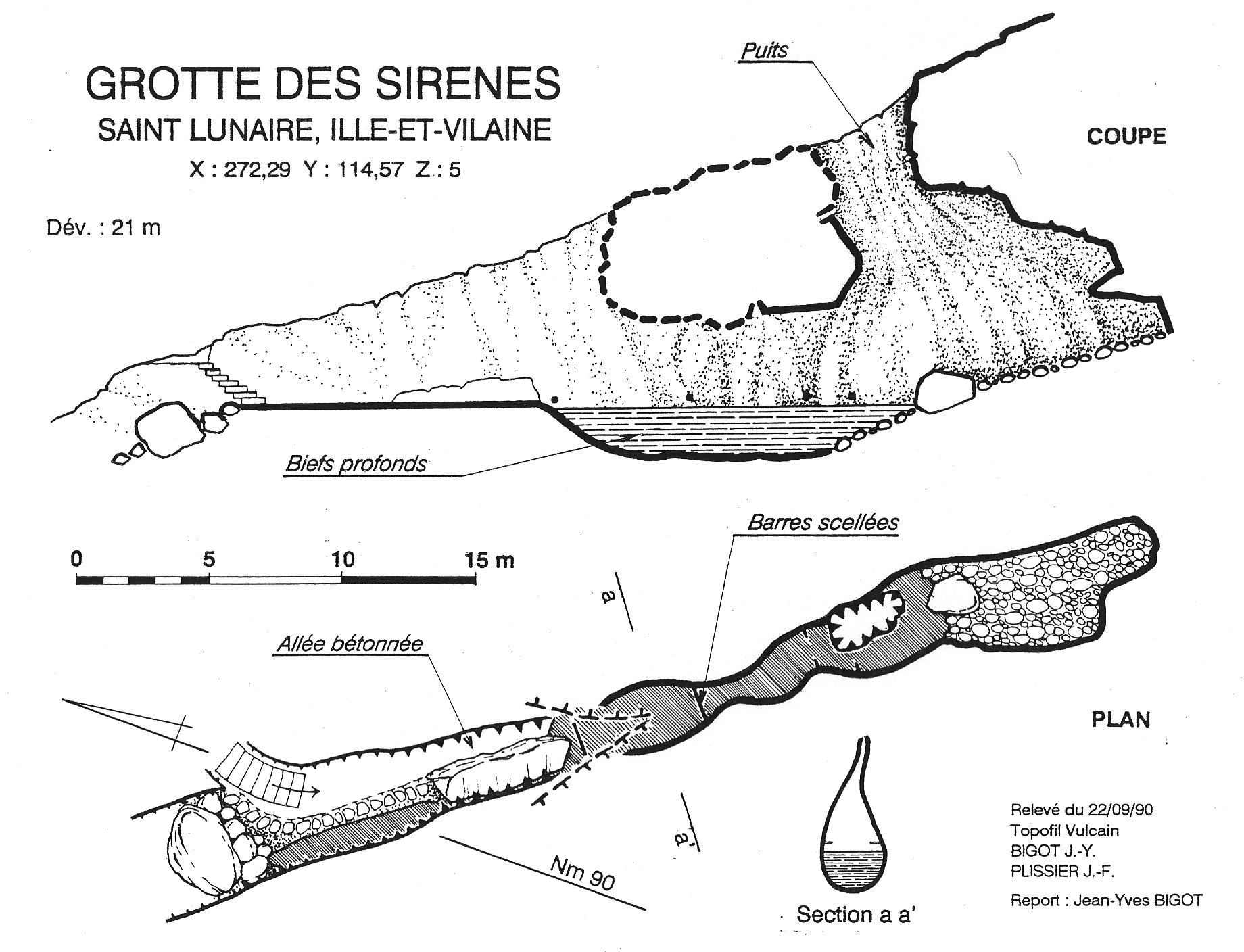
Topographie de la grotte des Sirènes.

La cavité s'ouvre dans un granite d'âge néoprotérozoïque.

## Description
Des cartes postales anciennes montrent d'importants aménagements dans la grotte des Sirènes au début du XXe siècle. On trouve la trace de ces équipements sous la forme d'ancrages rouillés, d'escaliers taillés ou d'allées bétonnées. Aujourd'hui, des sorties encadrées par des spéléologues sont proposées et montrent que la grotte peut retrouver un certain intérêt.
La grotte a été topographiée le 22 septembre 1990 par Jean-François Plissier et Jean-Yves Bigot.

## Légendes
On raconte qu'un curé de Saint-Lunaire avait pris l’habitude de célébrer l'office dans la grotte. Un jour qu’il était accompagné de ses ouailles composées de plusieurs jeunes femmes, tous furent surpris par la marée. Certaines auraient tenté d’accrocher leurs cheveux aux rochers pour ne pas être emportées par les flots… Mais hélas toutes périrent noyées. Aujourd'hui, les soirs de Toussaint, les chants des malheureuses résonnent dans la grotte.